# Championnats d'Afrique de tir à l'arc 2023
Navigation
Édition précédente
Les championnats d'Afrique de tir à l'arc 2023, 13e édition des championnats d'Afrique de tir à l'arc, ont lieu du 7 au 12 novembre 2023 à Nabeul, en Tunisie.
La compétition est qualificative pour les Jeux olympiques d'été de 2024 à Paris. Plus de 100 archers provenant de vingt pays participent à ces championnats.

## Médaillés

### Classique
| Épreuves          | Or                                                 | Argent                                                     | Bronze                                                                      |
| ----------------- | -------------------------------------------------- | ---------------------------------------------------------- | --------------------------------------------------------------------------- |
| Individuel hommes | Youssof Tolba (EGY)                                | Werner Potgieter (RSA)                                     | Sherif Mohamed (EGY)                                                        |
| Individuel femmes | Jana Ali (EGY)                                     | Rana Kamel (EGY)                                           | Rihab El Walid (TUN)                                                        |
| Par équipe hommes | Égypte Youssof Tolba Sherif Mohamed Bahaaeldin Aly | Algérie Nazim Nacer Mohamed Rayane Lazreg Imadeddine Bakri | Afrique du Sud Werner Potgieter Morgan Blewett Wian Roux                    |
| Par équipe femmes | Égypte Jana Ali Rana Kamel Nada Azzam              | Tunisie Rihab El Walid Zeineb Hazel Roua Ben Abdelkader    | Côte d'Ivoire Esmei Diombo Prisca Kossia Ekpobi Anne-Marie Eléonord Yedagne |
| Par équipe mixte  | Tchad Martine Abaïfouta Hallas Maria Israel Madaye | Côte d'Ivoire Esmei Diombo Franck Eyeni                    | Égypte Youssof Tolba Jana Ali                                               |

### À poulie
| Épreuves               | Or                                                               | Argent                                                 | Bronze                                                                                   |
| ---------------------- | ---------------------------------------------------------------- | ------------------------------------------------------ | ---------------------------------------------------------------------------------------- |
| Individuel hommes      | Henri How Kemg Fat (MRI)                                         | Dominique Koo Moy-Sing (MRI)                           | Adrien Charoux (MRI)                                                                     |
| Individuel hommes open | Aliou Dramé (SEN)                                                | Abderrahmane Belkous (ALG)                             | non attribuée                                                                            |
| Individuel femmes      | Jacqueline Coetzee (NAM)                                         | Iona Bartosz (ZIM)                                     | Kachollom Larai Enyenihi (NGA)                                                           |
| Par équipe hommes      | Maurice Dominique Koo Moy-Sing Adrien Charoux Henri How Kemg Fat | Zimbabwe Jesse Steele David Landsberg Barry Blanchard  | Nigeria Seun Emmanuel Oyeleke Damilola Bartholomew Sholademi Olatayo Olawale Olashehinde |
| Par équipe mixte       | Zimbabwe Iona Bartosz Jesse Steele                               | Nigeria Kachollom Larai Enyenihi Seun Emmanuel Oyeleke | non attribuée                                                                            |

### Arc nu (barebow)
| Épreuves          | Or                 | Argent                  | Bronze        |
| ----------------- | ------------------ | ----------------------- | ------------- |
| Individuel hommes | Lutz Wahlers (NAM) | Ahmed Galal Eldin (EGY) | non attribuée |

## Tableau des médailles
- Pays organisateur ( Tunisie)

| Rang  | Nation         | Or | Argent | Bronze | Total |
| ----- | -------------- | -- | ------ | ------ | ----- |
| 1     | Égypte         | 4  | 2      | 2      | 8     |
| 2     | Maurice        | 2  | 1      | 1      | 4     |
| 3     | Namibie        | 2  | 0      | 0      | 2     |
| 4     | Zimbabwe       | 1  | 2      | 0      | 3     |
| 5     | Sénégal        | 1  | 0      | 0      | 1     |
| 5     | Tchad          | 1  | 0      | 0      | 1     |
| 7     | Algérie        | 0  | 2      | 0      | 2     |
| 8     | Nigeria        | 0  | 1      | 2      | 3     |
| 9     | Afrique du Sud | 0  | 1      | 1      | 2     |
| 9     | Côte d'Ivoire  | 0  | 1      | 1      | 2     |
| 9     | Tunisie        | 0  | 1      | 1      | 2     |
| Total | Total          | 11 | 11     | 8      | 30    |